# Асамоа, Джеральд
Дже́ральд Асамо́а (нем. Gerald Asamoah; 3 октября 1978, Мампонг, Гана) — немецкий футболист ганского происхождения, нападающий.

## Карьера

### Клубная
Первым клубом в карьере Асамоа стал немецкий «Ганновер 96». После трёх сезонов проведенных в «Ганновере» Асамоа перешёл в «Шальке 04». В гельзенкирхенском клубе он провёл 11 лет.
1 июня 2010 года Асамоа подписал двухлетний контракт с «Санкт-Паули», который тогда перешёл из Второй Бундеслиги в первую. В июне 2011 года Асамоа разорвал этот контракт.
С 12 июля 2011 года Асамоа сохраняет физические кондиции с клубом «Хюлс», где он не собирается играть официальные матчи.
В 2012 году стал игроком клуба «Гройтер Фюрт». Контракт рассчитан до конца июня 2013 года.
16 июля 2013 года Асамоа вернулся в «Шальке», где стал игроком резервной команды.
В 2015 году завершил карьеру и вошёл в тренерскую систему клуба, став ассистентом тренера молодёжной команды (до 15 лет). В 2018 году возглавил резерв Шальке 04. В январе, совместно со своим бывшим наставником Хубом Стевенсом и одноклубником Майком Бюскенсом вошёл в тренерский штаб команды и спасал Шальке 04 от вылета (занял пост командного менеджера (координатора команды с руководством). Выполнив свою задачу, вернулся на пост тренера резерва. Вакантное место командного менеджера занял Саша Ритер.

### Международная
Первый матч за сборную Германии провёл 29 мая 2001 года против сборной Словакии (2:0).

## Личная жизнь
Асамоа родился в Гане, однако, в 1990 году его семья эмигрировала в Германию.
Асамоа женат и имеет двух детей, близнецов Джаду и Джаден (26 февраля 2007).
Он страдает болезнью сердца, гипертрофической кардиомиопатией.
Брат Джеральда, Льюис, играл за немецкий «Вюльфрат». Также его двоюродный брат Эммануэль играет за «Санкт-Паули U-17».

## Достижения
- Победитель Второй Бундеслиги (1): 2011/12
- Обладатель Кубка Германии (2): 2000/01, 2001/02
- Обладатель Кубка Интертото (2): 2003, 2004
- Обладатель Кубка немецкой лиги (1): 2005
- Серебряный призёр чемпионата мира 2002
- Бронзовый призёр Кубка конфедераций 2005
- Бронзовый призёр чемпионата мира 2006